# Pseudochondrostoma
Pseudochondrostoma — рід прісноводних риб родини ялецеві (Leuciscidae), поширених на території Іспанії та Португалії. Сягають 40 см стандартної (без хвостового плавця) довжини.
Рід включає такі види:
- Pseudochondrostoma duriense  (Coelho, 1985)
- Pseudochondrostoma polylepis  (Steindachner, 1864)
- Pseudochondrostoma willkommii  (Steindachner, 1866)